# Sericostoma pedemontanum
Sericostoma pedemontanum är en nattsländeart som beskrevs av Mclachlan 1876. Sericostoma pedemontanum ingår i släktet Sericostoma och familjen krumrörsnattsländor. Inga underarter finns listade i Catalogue of Life.